# Буджиашвили, Сико Алексеевич
Сико Алексеевич Буджиашвили (1912 год, Телавский уезд, Тифлисская губерния, Российская империя — неизвестно, Грузинская ССР) — председатель колхоза имени Сталина Кварельского района, Грузинская ССР. Герой Социалистического Труда (1948).

## Биография
Родился в 1912 году в крестьянской семье в одном из сельских населённых пунктов Телавского уезда. После окончания местной школы трудился в личном сельском хозяйстве. Во время коллективизации вступил в колхоз имени Сталина Кварельского района. В последующем был избран председателем этого же колхоза. За выдающиеся успехи по выполнению правительственных заданий по обеспечению продовольствием Красной Армии во время Великой Отечественной войны и по случаю 25-летия образования Грузинской ССР был награждён в 1946 году Орденом «Знак Почёта».
В послевоенные годы за короткое время вывел колхоз в число передовых сельскохозяйственных предприятий Кварельского района. Колхоз имени Сталина наряду с соседним колхозом имени Куйбышева Кварельского района, в отличие от других колхозов Кварельского района, специализировался на выращивании зерновых культур. За годы первые годы Четвёртой пятилетки (1946—1950) колхоз достиг довоенного уровня сельскохозяйственного производства. В 1947 году колхоз сдал государству в среднем с каждого гектара по 72 центнера кукурузы на площади 16,25 гектаров. Указом Президиума Верховного Совета СССР от 21 февраля 1948 года удостоен звания Героя Социалистического Труда за «получение высоких урожаев кукурузы и пшеницы в 1947 году» с вручением ордена Ленина и золотой медали «Серп и Молот» (№ 852).
Этим же Указом званием Героя Социалистического Труда были награждены председатель соседнего колхоза имени Куйбышева Кварельского района Василий Алексеевич Цискаришвили и бригадир этого же колхоза Николай Дмитриевич Николозишвили, которые вместе с Сико Алексеевичем Буджиашвили стали единственными Героями Социалистического Труда Кварельского района.
С 1969 года — персональный пенсионер союзного значения. Дата его смерти не установлена.
Награды
- Герой Социалистического Труда
- Орден Ленина
- Орден «Знак Почёта» (24.02.1946)